# Gītāñjali
Gītāñjali (in bengali গীতাঞ্জলি, , lett. "Offerta di canti"; in inglese Song Offerings), tradotto in italiano anche col titolo di Ghitangioli, è una raccolta di poesie del poeta di lingua bengalese Ravīndranātha Thākura . Grazie alla traduzione in lingua inglese Song Offerings da lui stesso redatta, Thākura ricevette nel 1913 il Premio Nobel per la letteratura, divenendo il primo non europeo, il primo asiatico e l'unico indiano a ricevere questo riconoscimento.
La raccolta, che ha per tema centrale la devozione, è parte della collezione di opere rappresentative dell'UNESCO; centrale nella poetica è il poema numero 15 «Sono qui per cantarti canzoni».

## Storia
La raccolta originale bengalese di 156/157 poesie fu pubblicata il 14 agosto 1910. Le poesie traggono ispirazione da formule devozionali medioevali hindī; l'amore è un tema centrale alla maggior parte delle poesie. Alcune poesie esprimono anche un conflitto tra il desiderio di beni materiali e l'attrazione spirituale.  Molte delle 157 poesie divennero poi anche canzoni o Rabindrasangeet .

## Traduzione in inglese e diffusione in Occidente

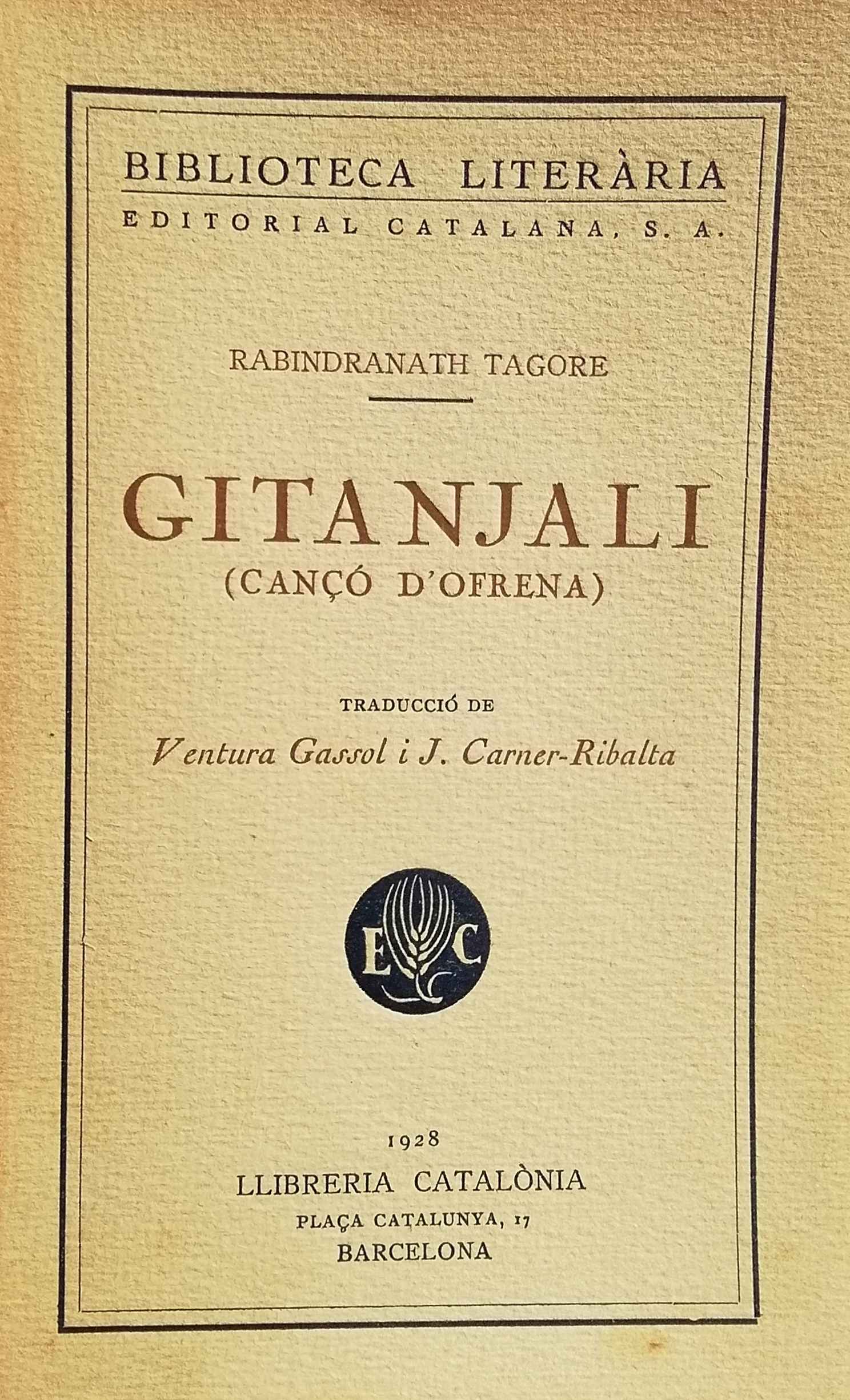
Frontespizio di un'edizione in catalano.

La versione in lingua inglese di Gitanjali, o Song Offerings/Singing Angel, è una raccolta di 103 poemi in prosa,  tradotte dallo stesso Thākura a partire dagli originali in lingua bengalese; esse furono pubblicate per la prima volta nel novembre 1912 dall'India Society di Londra. La versione tradotta Gitanjali: Song Offerings fu pubblicata nel novembre 1912 dall'India Society di Londra e conteneva traduzioni di 53 poesie dall'originale Gītāñjali, così come altre 50 poesie già apparse in raccolte precedenti: Achalayatanade, Gitimalya, Naivadya, Kheyakaj ecc. In totale, Gitanjali: Song Offerings consta di 103 poesie in prosa. Le traduzioni furono spesso radicali: vennero omessi o modificati grandi blocchi dei poemi; in un caso due poemi distinti (i canti 89 e 90 del Naivedya) vennero uniti in un  singolo componimento (il canto 95). Il Gītāñjali in inglese divenne popolare in Occidente e tradotto in svariate lingue.

## Edizioni italiane
La prima edizione italiana risale al 1914 col titolo Gitanjali. Offerta di canti.
Nel 1964 padre Marino Rigon, missionario saveriano, tradusse la raccolta di poesie Thākuriane direttamente dall'originale bengalese intitolandole Ghitangioli.